# 4-Methylmethamphetamine
4-Methylmethamphetamine (4-MMA) là một chất giả định kích thích và entactogen của lớp amphetamine. Nó là chất tương tự β -de keto của mephedrone.